# フェルナンド・ロドリゲス
フェルナンド・ロドリゲス（Fernando Rodriguez, 1984年6月18日 - ）は、アメリカ合衆国・テキサス州エルパソ出身の元プロ野球選手（投手）。右投右打。

## 経歴

### プロ入りとエンゼルス時代
2003年のMLBドラフト18巡目（全体540位）でアナハイム・エンゼルスから指名され、6月25日に契約。
2009年5月2日のニューヨーク・ヤンキース戦でメジャーデビューを果たしたが、エンゼルス時代のメジャー経験はこの1試合のみだった。
2010年11月6日にFAとなった。

### アストロズ時代
2010年11月12日にヒューストン・アストロズとマイナー契約を結んだ。
2011年に2シーズンぶりの昇格を果たし、47試合に登板した。
2012年は防御率5点台と不安定で10敗を喫した。一方で、2年連続でイニング以上の三振を奪うなど、一定の力は示した。

### アスレチックス時代
2013年2月4日にクリス・カーター、ブラッド・ピーコック、マックス・スタッシとのトレードで、ジェド・ラウリーと共にオークランド・アスレチックスへ移籍。3月27日にトミー・ジョン手術を行い、シーズンを全休した。オフの12月2日にアスレチックスと1年契約で合意した。
2014年3月29日に前年の手術の影響で、15日間の故障者リスト入りした。3月31日にリハビリのため、AAA級サクラメント・リバーキャッツへ異動した。5月9日にメジャーへ昇格した。リリーフとして6試合に登板し、1度の救援失敗はあったものの、5試合は無失点に抑えていたが、6月1日にAAA級サクラメントへ降格。登録枠が拡大された9月1日に再昇格した。昇格後は1試合の登板にとどまった。この年メジャーでは7試合に登板して1勝0敗・防御率1.00の成績を残した。オフの12月18日にDFAとなり、23日に40人枠を外れる形でAAA級ナッシュビル・サウンズへ配属された。
2015年は開幕をAAA級ナッシュビルで迎え、5月7日にメジャーに昇格した。この年は56試合に投げ、50.0イニング以上投げたシーズンとしては自己ベストの防御率3.84・自己ベストの4勝（2敗）・自身3度目の10.0以上となる奪三振率10.0という好成績を叩き出し、復活を果たした。
2016年は34試合に登板して2勝0敗・防御率4.20・37奪三振の成績を残した。10月6日に40人枠から外れ、翌7日にFAとなった。

### カブス傘下時代
2016年12月24日にシカゴ・カブスとマイナー契約を結び、2017年のスプリングトレーニングに招待選手として参加することになった。
2017年は開幕から傘下のAAA級アイオワ・カブスでプレーしていたが、7月17日に自由契約となった。

### レッドソックス傘下時代
2017年8月17日にボストン・レッドソックスとマイナー契約を結んだ。移籍後は傘下のルーキー級ガルフ・コーストリーグ・レッドソックスでプレーし、移籍前を含めた2球団合計で11試合（先発2試合）に登板して1勝0敗・防御率3.07・15奪三振の成績を残した。
2018年1月16日にレッドソックスとマイナー契約で再契約を結び、スプリングトレーニングに招待選手として参加することになった。

## 詳細情報

### 年度別投手成績
| 年 度    | 球 団    | 登 板 | 先 発 | 完 投 | 完 封 | 無 四 球 | 勝 利 | 敗 戦 | セ 丨 ブ | ホ 丨 ル ド | 勝 率 | 打 者 | 投 球 回 | 被 安 打 | 被 本 塁 打 | 与 四 球 | 敬 遠 | 与 死 球 | 奪 三 振 | 暴 投 | ボ 丨 ク | 失 点 | 自 責 点 | 防 御 率 | W H I P |
| -------- | -------- | ----- | ----- | ----- | ----- | -------- | ----- | ----- | -------- | ----------- | ----- | ----- | -------- | -------- | ----------- | -------- | ----- | -------- | -------- | ----- | -------- | ----- | -------- | -------- | ------- |
| 2009     | LAA      | 1     | 0     | 0     | 0     | 0        | 0     | 0     | 0        | 0           | ----  | 6     | 0.2      | 1        | 1           | 2        | 0     | 0        | 1        | 1     | 0        | 3     | 2        | 27.00    | 4.50    |
| 2011     | HOU      | 47    | 0     | 0     | 0     | 0        | 2     | 3     | 0        | 6           | .400  | 231   | 52.1     | 51       | 6           | 30       | 5     | 3        | 57       | 2     | 0        | 24    | 23       | 3.96     | 1.55    |
| 2012     | HOU      | 71    | 0     | 0     | 0     | 0        | 2     | 10    | 0        | 13          | .167  | 309   | 70.1     | 68       | 10          | 34       | 7     | 1        | 78       | 10    | 0        | 45    | 42       | 5.37     | 1.45    |
| 2014     | OAK      | 7     | 0     | 0     | 0     | 0        | 1     | 0     | 0        | 1           | 1.000 | 33    | 9.0      | 4        | 0           | 2        | 0     | 0        | 4        | 0     | 0        | 1     | 1        | 1.00     | 0.67    |
| 2015     | OAK      | 56    | 0     | 0     | 0     | 0        | 4     | 2     | 0        | 6           | .667  | 242   | 58.2     | 43       | 4           | 24       | 1     | 1        | 65       | 4     | 0        | 27    | 25       | 3.84     | 1.14    |
| 2016     | OAK      | 34    | 0     | 0     | 0     | 0        | 2     | 0     | 0        | 5           | 1.000 | 163   | 40.2     | 30       | 3           | 17       | 0     | 1        | 32       | 2     | 0        | 19    | 19       | 4.34     | 1.16    |
| MLB：6年 | MLB：6年 | 216   | 0     | 0     | 0     | 0        | 11    | 15    | 0        | 31          | .423  | 984   | 231.2    | 197      | 24          | 109      | 13    | 6        | 242      | 19    | 0        | 119   | 112      | 4.35     | 1.32    |

- 2017年度シーズン終了時

### 背番号
- 56（2009年）
- 43（2011年 - 2012年）
- 33（2014年 - 2016年）